# Kanton Le Tricastin
Le Tricastin is een kanton van het Franse departement Drôme. Het kanton maakt deel uit van het arrondissement Nyons en telde in 2019 29.448 inwoners.
Het kanton werd gevormd ingevolge het decreet van 20 februari 2014 met uitwerking op 22 maart 2015, met Pierrelatte als hoofdplaats.

## Gemeenten
Het kanton omvat de volgende 8 gemeenten: 
- Clansayes
- La Garde-Adhémar
- Pierrelatte
- Rochegude
- Saint-Paul-Trois-Châteaux
- Saint-Restitut
- Solérieux
- Suze-la-Rousse